# Reprezentacja Andory U-17 w piłce nożnej mężczyzn
Reprezentacja Andory U-17 w piłce nożnej jest juniorską reprezentacją Andory, zgłaszaną przez Federació Andorrana de Futbol. Mogą w niej występować wyłącznie zawodnicy posiadający obywatelstwo Andory, urodzeni w Andorze, pochodzący z Andory, którzy w momencie przeprowadzania imprezy docelowej (finałów Mistrzostw Europy lub Mistrzostw Świata) nie przekroczyli 17 roku życia.

## Występy w ME U-17
Uwaga: W latach 1982–2001 rozgrywano Mistrzostwa Europy U-16
Reprezentacja Andory nigdy nie zakwalifikowała się do Mistrzostw Europy do lat 17